# (534627) 2014 UV224
(534627) 2014 UV224 est un objet transneptunien, en résonance 3:11 avec Neptune avec un diamètre estimé à environ 240 km.